# Gmina Krahës
Gmina Krahës (alb. Komuna Krahës) – gmina miejska położona w południowej części Albanii. Administracyjnie należy do okręgu Tepelena w obwodzie Gjirokastra. W 2011 roku populacja gminy wynosiła 2554 osób w tym 1272 kobiety oraz 1282 mężczyzn, z czego Albańczycy stanowili 77,53 a Arumuni 0,0% a Grecy 0,00% mieszkańców. 
W skład gminy wchodzi dziesięć miejscowości: Krahës, Krahës i Sipërm, Zhulaj, Lulëzim, Xhaxhaj, Kalivaç, Leshnje, Allkomemaj, Levan, Përparim.